# Lovettsville
Lovettsville ist eine Stadt im Loudoun County im US-Bundesstaat Virginia. Das U.S. Census Bureau hat bei der Volkszählung 2020 eine Einwohnerzahl von 2.694 ermittelt.

## Geographie
Lovettsville befindet sich 24 Kilometer südwestlich von Frederick (Maryland) und etwa 67 Kilometer nordwestlich von Washington, D.C.
Die durchschnittliche Seehöhe beträgt 151 Meter.

## Geschichte

### Anfänge
Als Kolonisten von der Ostküste in der zweiten Hälfte des 17. Jahrhunderts begannen, westwärts zu ziehen, waren die Irokesen Bewohner eines Gebiets, das sich von New York südwärts über Pennsylvania und Maryland in den Norden Virginias ausdehnte. Die Kolonisten und andere Indianer fürchteten sie ebenso. 1722 traf sich der Gouverneur von Virginia, Sir Alexander Spotswood, mit den Gouverneuren der Bundesstaaten New York und Pennsylvania, um den Vertrag von Albany mit den Irokesen zu vollenden. Die Blue Ridge Mountains wurden als Pufferzone zwischen den Indianern und den weißen Siedlern festgelegt. Nach dem Jahr 1722 spielten die Indianer nur noch eine unbedeutende Rolle in der Geschichte des nördlichen Virginia.

### The German Settlement
Um 1732 gründeten die ersten deutschen Familien die Siedlung, aus der später Lovettsville wurde. Nachdem sie in Amerika ankamen, zogen viele deutsche Einwanderer nach New York, viele mehr ließen sich in Pennsylvania nieder, wo rund 50.000 zwischen 1702 und 1727 Häuser errichteten. 1747 waren 60 Prozent aller Bewohner Pennsylvanias Deutsche. Sie wurden bekannt als die „Pennsylvania Dutch“. Nachdem ab 1730 Siedlungen im Shenandoah Valley in Virginia eröffnet wurden, zogen viele Pennsylvania Dutch südwärts, um dort Häuser und Gemeinden zu errichten. Dieses Tal befand sich nur wenige Kilometer westlich des heutigen Lovettsville. Etwa ein Jahr später zogen 65 Familien in das Gebiet das heutzutage Lovettsville umgibt. Wie die Familien ihre Siedlung nannten, ist nicht bekannt, jedoch wurde sie sehr bald von Fremden als „The German Settlement“ bezeichnet. Dieser Name blieb etwa 100 Jahre lang unverändert.
Die Siedler hatten sich zwar entschlossen Bürger Virginias zu werden, lebten aber weiterhin wie damals in Deutschland. Sie sprachen nur Deutsch und folgten ihren traditionellen Sitten und weigerten sich, von anderen abhängig zu sein. Sie waren geographisch und sozial von den englischen Siedlungen im Süden und Osten abgegrenzt und waren weiterhin Deutsche. Im Gegensatz zu den kolonialen Trachten der englischen Siedlungen Virginias, kleideten sich die Bewohner des German Settlement sehr simpel mit selbstgemachter Kleidung. Gründe ihrer Entscheidung Virginianer zu werden, waren u. a. die Verfügbarkeit fruchtbaren Landes.
Sie entschlossen sich von der Kolonie Pennsylvania, die seit William Penn Religionsfreiheit bot, nach Virginia zu ziehen, wo es keine Trennung zwischen Kirche und Staat gab. Jeder hatte Mitglied der Church of England zu sein. Trotzdem ignorierte das German Settlement die Anordnungen von Kirche und Staat und gründeten ihre eigene reformierte Kirche, die eine wichtige Rolle in den Anfängen der Siedlung spielte. Die Kirchenführer dienten auch als Lehrer. Da es öffentliche Bildung in der damaligen Zeit noch nicht gab, kümmerten sich die Kirchenführer darum, dass allen Kindern das Lesen, Schreiben und Rechnen beigebracht wird.
Das Leben im German Settlement war einfach, jedoch nicht primitiv. Die Häuser, Kirchen und anderen Gebäude waren Blockhäuschen, aber nicht unbedingt „klein, unausgereift und rau“, wie Grenzsiedlungen oft beschrieben werden. Einige der heutzutage in der Region um Lovettsville immer noch bestehenden Blockhäuser waren in der Tat recht bequem.
Von den englischen Kolonisten, die gut gekleidet waren, Menuett tanzten, Perücken trugen und Sklaven hielten wurden die deutschen Nachbarn oft als dumm und pöbelhaft angesehen. Die Deutschen taten nichts, um diesen Eindruck zu verändern. Sie kümmerten sich auch wenig, was andere von ihrer einfachen Kleidung, ihren ländlichen Manieren und ihrer gutturalen Aussprache hielten, solange sie in Freiheit abgeschieden von den anderen in ihrem kleinen Dorf zu leben.

### Einflüsse der Kriege
Der Franzosen- und Indianerkrieg (1754–1763) fand nur einige Kilometer von der Siedlung entfernt statt, Kämpfe wurden im German Settlement nicht ausgetragen. Viele Pennsylvania Dutch, die in Frieden leben wollten, zogen in das heutige Lovettsville. Um 1765 kamen einige deutsche Lutheraner hinzu.
Im Amerikanischen Unabhängigkeitskrieg kehrten viele Engländer in ihre Heimat zurück oder flohen nach Kanada. Fast alle erwachsenen Männer waren auf der Seite der Patrioten und erklärten sich freiwillig bereit, zu kämpfen.

### Stadtgründung
Nach dem Krieg kehrte der Alltag in der Siedlung wieder zu seinen Ursprüngen vor dem Krieg zurück. Im Jahr 1820 unterteilte David Lovett, ein Nachfolger von einer der ersten Siedlerfamilien, das Gebiet in Viertel-Acre-Parzellen (etwa 1000 m²). Dies löste einen Bau- und Geschäftsboom aus. Die Siedlung wurde auf Karten als eigenständiges Dorf eingetragen. Bis 1828 wurde sie Newtown genannt, danach wurde sie offiziell in Lovettsville umbenannt. 1836 wurde Lovettsville vom Virginia General Assembly als Stadt anerkannt, jedoch dauerte es bis 1876, dass die vollständige Eingemeindung durchgeführt werden konnte.

## Bildung
In Lovettsville gibt es eine Grundschule, die Lovettsville Elementary School.